# 武威路駅
座標: 北緯31度16分40秒 東経121度21分36秒 / 北緯31.27778度 東経121.36000度
武威路駅（ぶいろえき、中文表記: 武威路站）は中華人民共和国上海市普陀区桃浦鎮真南路武威路
に位置する上海地下鉄11号線の駅。

## 駅構造
- 島式ホーム1面2線の地下駅。ホームドア設置。

| 地下       |                                        |
|            | ←■11号線江蘇路方面（祁連山路駅）       |
| 島式ホーム |                                        |
|            | →■11号線嘉定北・安亭方面（桃浦新村駅） |

## 駅出口
- 1号出口 - 真南路東側、永登路南
- 2号出口 - 真南路西側、永登路南
- 4号出口 - 真南路西側、永登路北

## 歴史
- 2009年12月31日 - 開業。

## 路線バス
- 虎南線
- 117路

## 隣の駅
上海地下鉄
■11号線
祁連山路駅 - 武威路駅 - 桃浦新村駅